# ترمنت، اورن
ترمنت، اورن (به فرانسوی: Trémont, Orne) یک کمون در فرانسه است که در Canton of Courtomer واقع شده است.

## خصوصیات
ترمنت ۶٫۲۲ کیلومترمربع مساحت و ۱۰۰ نفر جمعیت دارد و ۲۰۰ متر بالاتر از سطح دریا واقع شده است.